# Horst Köhler
Horst Köhler (Heidenstein, 22. veljače 1943. – Berlin, 1. veljače 2025.) bio je 9. njemački predsjednik.
Do 4. ožujka 2004. je bio rukovodeći direktor MMF-a.
Od 1. srpnja 2004. obnašao dužnost njemačkog predsjednika. Na tu je dužnost ponovno izabran 2009. godine. 31. svibnja 2010. podnio je ostavku na predsjedničku dužnost, zbog kritika zbog izjave da države okrenute izvozu, kao što je Njemačka, ponekad moraju braniti svoje ekonomske interese na način da preventivno djeluju u nestabilnim regijama. Smatrao je kako je vojna akcija u Afganistanu bila baš takva. S druge strane, njemačka javnost uglavnom se protivila njemačkoj vojnoj prisutnosti u Afganistanu.